# Nemastomella armatissima
Nemastomella armatissima is een hooiwagen uit de familie aardhooiwagens (Nemastomatidae). De originele naamcombinatie (protoniem) was Nemastomella armatissima Roewer, 1962. Een volgende naamrecombinatie werd gepubliceerd als Nemastomella armatissima (Roewer, 1962) in Schönhofer 2013.